# Один монарх — один девіз
Один монарх — один девіз (яп. 一世一元の制, いっせいいちげんのせい, іссей ітіґен-сей) — система в монархіях Східної Азії, за якою монарх-правитель має право встановлювати лише один незмінний девіз для свого прижиттєвого правління.

## Короткі відомості
Система девізів правління походила з Китаю. Згідно з цією системою китайський імператор, що вважався володарем простору і часу, мав право змінювати девізи свого правління під час природних і соціальних катаклізмів з метою отримання Небесної благодаті та заспокоєння Піднебесної. Встановлення ж нової системи «один монарх — один девіз» мусило служити символом стабільності імператорського правління та його незалежності від потрясінь. Нової системи дотримувався з 1368 року Чжу Юаньчжан, засновник династії Мін, а також імператори династії-наступниці Цін.
У Кореї система «один монарх — один девіз» була запроваджена наприкінці правління династії Чосон. 15 листопада 1895 року уряд корейський ван видав наказ про впровадження цієї системи, яка набула чинності з наступного року, разом із прийняттям григоріанського календаря та нового девізу «Кон'йон». Ще через рік, 1897 року, Чосон перейменували на «Велику корейську імперію», а старий девіз змінилм на «Квонму». З анексію Кореї Японією 1910 року корейську систему «один монарх — один девіз» ліквідували.
В Японії система «один монарх — один девіз» була започаткована під час реставрації Мейдзі. Японський уряд прийняв цю систему 23 жовтня 1868 за наполяганням Івакури Томомі. Старий Імператорський девіз «Кей'о» замінили на новий — «Мейдзі». Відоді за назвою девізів стали називати японських Імператорів і відраховувати роки їхнього правління.
Система «один монарх — один девіз» була закріплена законодавчо у старому Законі про Імператорський дім та урядових постановах. Після набуття чинності Конституції Японії 1947 року вони не мали юридичної сили. Їхні положення стосовно системи девізів були відновленні у Законі про девізи Імператорського правління від 1979 року.
У В'єтнамі система «один монарх — один девіз» була запроваджена з 1802 року.